# سيف أباد (نائين)
سيف‌ أباد هي قرية في مقاطعة نائين، إيران. عدد سكان هذه القرية هو 39 في سنة 2006.